# Rauvolfioideae
Rauvolfioideae je potporodica biljaka, dio porodice zimzelenovki. Podijeljena je na 11 tribusa. Najvažniji rod je ravolfija (Rauvolfia), vazdazeleni polugrmovi i grmovi iz tropske Amerike, Afrike i Azije.

## Tribusi
1. Alstonieae G.Don
2. Alyxieae G. Don
3. Amsonieae M.E. Endress
4. Aspidospermateae Miers
5. Carisseae Dumort.
6. Hunterieae Miers
7. Melodineae G. Don
8. Plumerieae E.Mey.
9. Tabernaemontaneae G.Don
10. Vinceae Duby
11. Willughbeieae A.DC. in DC.